# Saint-Hilaire-la-Croix
Saint-Hilaire-la-Croix è un comune francese di 311 abitanti situato nel dipartimento del Puy-de-Dôme nella regione dell'Alvernia-Rodano-Alpi.

## Società

### Evoluzione demografica
Abitanti censiti